# Criòstat
Un criòstat és:

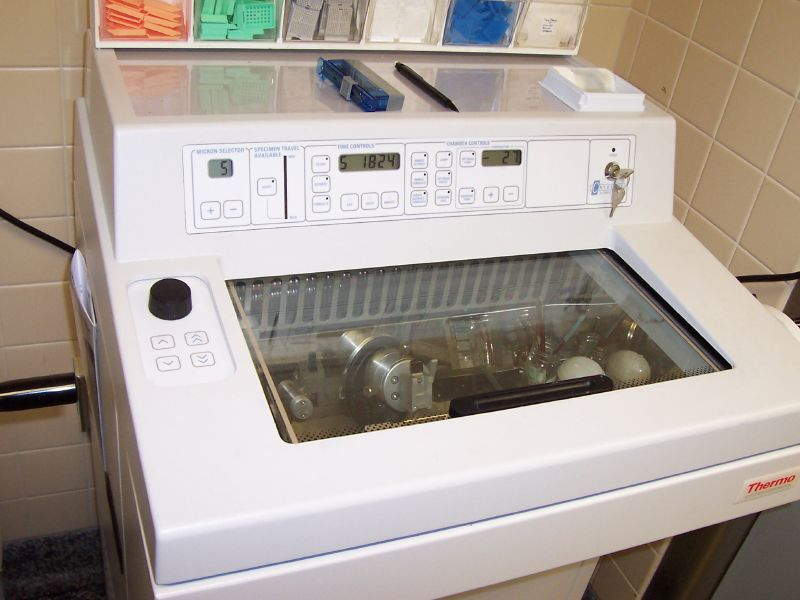
Exemple de criòstat.

- un instrument de física que permet obtenir temperatures criogèniques per la utilització de la inèrcia tèrmica d'un líquid molt fred.
- un aparell de laboratori proper a una sala d'operacions: un recinte refrigerat destinat a refredar ràpidament un element de teixit humà procedent d'una biòpsia amb l'objectiu d'examinar-lo sense retards preparant un tall al micròtom per a l'examen al microscopi per a la continuació de l'operació.